# Fiebrigella parallela
Fiebrigella parallela är en tvåvingeart som först beskrevs av Becker 1910.  Fiebrigella parallela ingår i släktet Fiebrigella och familjen fritflugor. Inga underarter finns listade i Catalogue of Life.